# エドワード・クーパー (市長)
エドワード・クーパー (Edward Cooper、1824年10月26日 - 1905年2月25日)は民主党所属の第83代ニューヨーク市長。実業家ピーター・クーパーの息子。
ビジネスパートナーにして義兄弟のエイブラム・S・ヒューイットもニューヨーク市長を務めた。クーパー・ユニオン運営委員会創設者であり、同校学長(1883 - 1905)を務めた。